# Битва при Марии
В битве при Марии (15 июня 1809 г.) небольшая испанская армия во главе с Хоакином Блейком столкнулась с имперским французским корпусом под руководством Луи Габриэля Сюше. После боя, который состоялся ранее в тот же день и не закончился чей-либо явной победой, кавалерия Сюше нанесла решительный удар, приведший к победе французов. Хотя испанское правое крыло было разбито, остальная часть армии Блейка ушла в довольно хорошем состоянии после того, как бросила большую часть своей артиллерии. Мария-де-Уэрва находится в 17 км к юго-западу от Сарагосы в Испании. Сражение произошло во время Пиренейской войны, которая была частью более масштабного конфликта, известного как наполеоновские войны.

## Битва
Блейк прибыл в Марию в полдень, и в 2 часа дня атаковал французские позиции, пытаясь окружить их правый фланг. Сюше усилил правое крыло резервом, и испанцы отступили. Позже французы начали атаку в центре, и испанцы начали сдавать, но их поддерживала артиллерия и резерв.
После это Сюше выпустил свою кавалерию против правого фланга испанцев, ослабленного отправкой подкреплений в другое крыло. Кавалерия Блейка была рассеяна, и французы, захватив их артиллерию, начали общую атаку. Испанцы сопротивлялись, удерживая позицию на холме, а затем в сумерках отступили.

## Итог
Испанцы потеряли около 2 тыс. убитых, раненых и пленных, французы — около 800. Суше вернулся в Сарагосу, в то время как остальная часть армии Блейка, насчитывающая около 16 тыс. солдат, ушла в Бельчите, преследуемая французами.